# Homicide Bureau
Homicide Bureau är en amerikansk actionfilm från 1939 i regi av Charles C. Coleman. I huvudrollerna ses Bruce Cabot, Rita Hayworth och Marc Lawrence.

## Rollista i urval
- Bruce Cabot - Jim Logan
- Rita Hayworth - J.G. Bliss
- Marc Lawrence - Chuck Brown
- Richard Fiske - Hank
- Moroni Olsen - kapten Haines
- Norman Willis - Briggs
- Gene Morgan - Blake
- Robert Paige - Thurston
- Lee Prather - Jamison
- Eddie Fetherston - Specks
- Stanley Andrews - poliskommissionär